# Puro de México
Los puros de México son los puros elaborados en territorio mexicano, principalmente en la región de San Andrés Tuxtla en el estado de Veracruz, Jalpa de Méndez, Tabasco, así como otras regiones.

## Historia

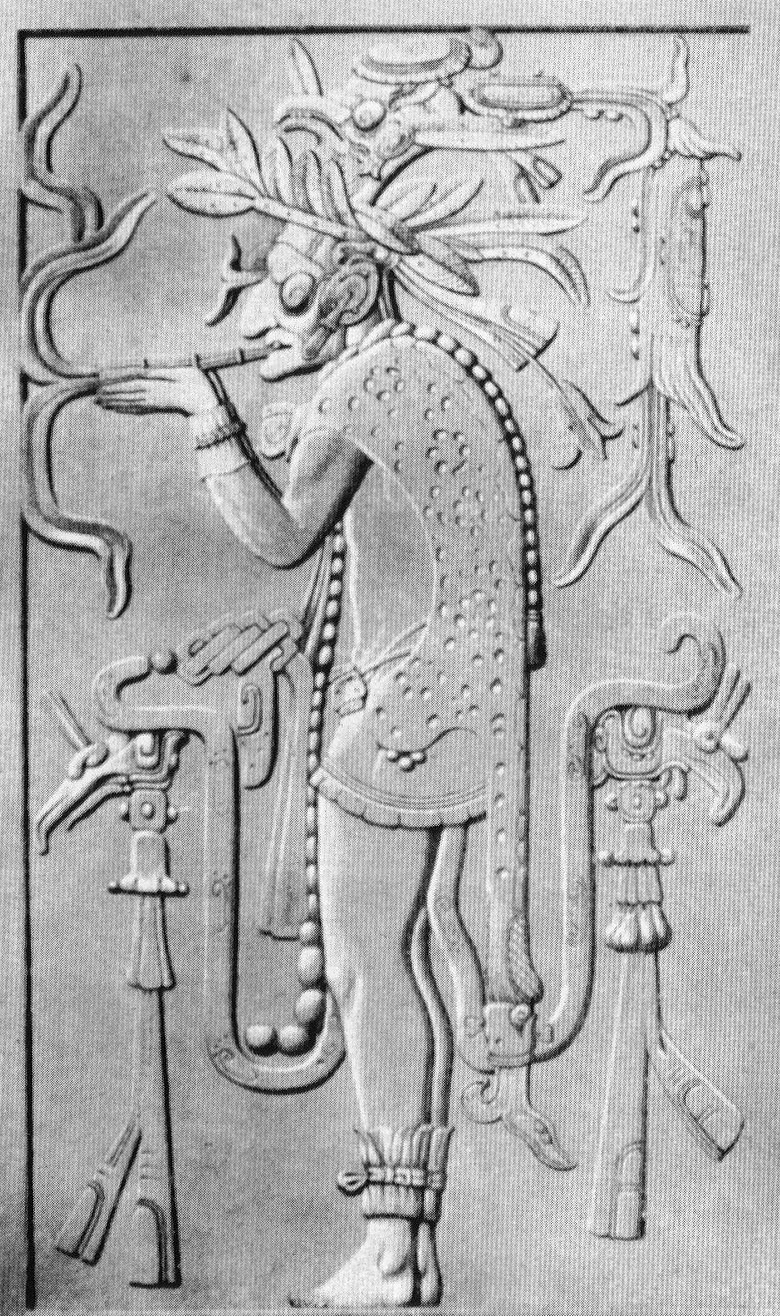
Ilustración de una talla del templo de Palenque, México,
que figura a un sacerdote maya fumando en pipa.

El tabaco se originó en las tierras que ocupó la cultura maya. En ellas existen desde el año 2000 a. C. Hasta el 987 d. C. y abarcaron los estados de Chiapas, Campeche, Yucatán, Guatemala y Honduras; eran marinos, y comerciaban por todo el Golfo de México, incluyendo las islas del Caribe, como lo son Cuba, República Dominicana, Jamaica etc. llevando entre otros productos, Cacao, Henequén y Tabaco, el cual fumaban, Debido a que los Mayas comerciaban con los olmecas, el tabaco fue difundido a todo el norte de América hasta Canadá. 
Usada por los mayas para celebraciones rituales y religiosas, durante el régimen colonial fue vista con malos ojos por su vinculación con los rituales y las ceremonias indígenas de Mesoamérica.
La primera obra escrita en la que se relata la forma nativa de aspirar el humo proveniente de rollos de hojas encendidas es en la Apologética historia de las Indias de Bartolomé de las Casas (1527). Posteriormente Gonzalo de Oviedo y Velázquez, en la Historia General de las Indias, describe la planta y sus usos (1535).
En el siglo XVI el cultivo de tabaco fue monopolizado por el Estanco de Tabaco, el cual se materializó en la Real Fábrica de Puros y Cigarros de México.
En el Valle de San Andrés el clima y la tierra son idénticos a los de Cuba.
Son tres tipos de hojas las que se cultivan en esta región, el San Andrés, el Habano y el Sumatra.
En el valle de San Andrés situado en el Estado de Veracruz, desde mediados del siglo XIX se convirtió en uno de los centros de producción de tabaco de mayor renombre debido en parte a contar con el mismo clima que Vuelta Abajo (Cuba).
Otro lugar es tierra adentro, en el municipio de Jalpa de Mendez, Tabasco.

## Elaboración
Es en los primeros días de enero el tabaco se siembra en invernaderos y 45 días después se trasplanta al campo. Hay dos temporadas de siembras, la de secas y la de lluvias.
El secado de la hoja es de 35 días y se realiza en galeras controladas a una temperatura ambiente determinada. Una vez secado, el tabaco se fermenta durante tres meses, excepto el Negro que es de un mes.
Los olores y tamaños son las cualidades para clasificar a las hojas, las cuales finalmente se guardan para su añejamiento durante dos años. 
Una vez seco, el tabaco es muy rígido; para suavizarlo, se empapa en una cuba llena a mitad de agua, 1/4 de ron y 1/4 de frutas para darle su sabor. Después, secarlo de nuevo y para renderlo maleable, rociarlo de ron.

## Marcas por fábricas
Son 44 marcas de puros mexicanos registradas en la Asociación Mexicana de Fabricantes de Puros. 